# Рибчинський Євген Юрійович
Євген Юрійович Рибчинський (нар. 21 грудня 1969, Київ) — український поет, композитор, продюсер, громадський діяч та журналіст. Народний депутат України VIII скликання. Кандидат наук з державного управління.

## Біографія
Народився 21 грудня 1969 року в Києві в сім'ї героя України, заслуженого діяча культури, народного артиста України, поета і драматурга Юрія Євгеновича Рибчинського (нар. 1945) і тренера з художньої гімнастики Олександри Іванівни Рибчинської (нар. 1948).

## Освіта
1986—1991 — Київський національний університет ім. Т. Г. Шевченка, факультет журналістики.
1997—1998 — The Open University (OU)

## Трудова діяльність
Журналістську кар'єру розпочав на третьому курсі університету на Держтелерадіо України, спочатку в програмі «Бліц» радіостанції «Молода Гвардія», потім на УР-2 «Промінь» в першому комерційному радіо-шоу, грі на гроші «Пан або пропав». Там розпочалася його продюсерська кар'єра.
- У 1992 створив компанію «MB Advertising Group». Основою діяльності компанії був маркетинг, виробництво та розміщення реклами, екаунтинг клієнтів : Oriflame, MTI, UMC (Vodafone), Helen Marlen Group і багатьох інших.
- У 1993 разом з Володимиром Бебешко відкрив студію звукозапису «Музична біржа», яка була провідною студією України 1990-х років.
- У 1997 створив проєкт «Наше радіо», права на який згодом передав «Альфа груп».
- У 1999 створив «Радіо Ностальгія» з позивним «Радіо Ностальжі». Через рік радіостанція посіла першу сходинку рейтингу у місті Києві.
- У 2003 став співзасновником видавництва «Вавілон», яке видавало популярні жіночі журнали «L'Officiel» і «Єва».

## Політична діяльність
На позачергових виборах до Верховної Ради, що відбулися 26 жовтня 2014 року був обраний народним депутатом України по 211 одномандатному округу (Голосіївський район м. Києва). У парламенті обійняв посаду заступника голови Комітету у справах ветеранів, учасників бойових дій, учасників антитерористичної операції та людей з інвалідністю. Став головою міжфракційного депутатського об'єднання «Атлантичний рух», метою якого була підготовка до вступу України в НАТО. Був членом груп з міжпарламентських зв'язків із США, Норвегією та Ізраїлем.
З жовтня 2014 року по листопад 2015 року — член фракції «Блок Петра Порошенка».
У 2015 році брав участь у виборах Київського міського голови.
25 грудня 2018 року був включений в список українських фізичних осіб, проти яких російським урядом було введено санкції. На Парламентських виборах в Україні 2019 року балотувався за 122 виборчим округом від ВО «Батьківщина», посів восьме місце, за його кандидатуру проголосувало 4 408 виборців чи 4,86 %.

## Громадська діяльність
У 1996 р. провів масштабну акцію «Дорога до Храму», за рахунок якої був добудований Успенський собор КПЛ. Акція зібрала понад 200 000 доларів.
Учасник Помаранчевої революції (2004 р.) і революції Гідності (2014 р.) в Україні.
Організатор та учасник численних благодійних акцій на допомогу учасникам бойових дій та сім'ям загиблих в російсько-українській війні.
21 грудня 2023 року в МЦКМ «Жовтневий палац» провів благодійний авторський вечір «Того, хто не здався, не перемогти», усі гроші від якого було переведено на дрони для ЗСУ.
З початку повномасштабного російського вторгнення неодноразово організовував і брав участь у концертах для воїнів ЗСУ на Донбасі, Харківщині і Запоріжжі.

## Творчість
Автор поетичної збірки «Я — дзеркало», видавничий дім «Фоліо», Харків, 2014.
Автор поетичної збірки «На жовто-блакитній землі», видавничий дім «Фоліо», Харків, 2019.
Автор слів і музики багатьох популярних українських пісень:
- «Чортополох», «Просто Тая», «Цей дощ надовго», «Не питай мене чому», «Буде так» та інших для Таїсії Повалій
- «Бал Розлучення сердець» для Софії Ротару
- «Ти моя» для Олександра Пономарьова
- «Авжеж» для Наталії Могилевської
- «Нічий», «Соната», «Війна завжди війна» для El Кравчука
- «Того, хто не здався, не перемогти», «Не журись, не сумуй», «Наливай, козаче», «Чортополох», «Цей дощ надовго», «Я нікому тебе не віддам», «З нуля», «Отой старий в небесах», «Києве мій» для Євген Рибчинський

## Особиста інформація
Має 4 синів: Микиту, Данила, Георгія та Івана
Володіє українською, російською та англійською мовами.

## Нагороди
В 2010 став лауреатом всеукраїнської премії «Людина року — 2009» як видавець найкращого українського жіночого журналу «Єва».